# 짐 J. 블록
짐 J. 블록(Jim J. Bullock, 1955년 2월 9일 ~ )은 미국의 배우이다.

## 영화
- 론 앤 라우라 테이크 백 아메리카 (2014년)
- 롤/플레이 (2010년) - 베르니 역
- 미래 공동주택 (2008년)
- 퀴어 덕: 더 무비 (2006년)
- 서킷 (2001년) - 마크 역
- 퀴어 덕 - 시리즈 (1999년)
- 비앤비 (1987년)
- 풀 문 하이 (1981년)